# 발레리아 도비치
발레리아 도비치(Valeria D'Obici, 1952년 4월 17일 ~ )는 이탈리아의 배우이다.

## 출연 작품
- 더 워 이즈 오버 (2002)
- 나에게 유일한 (1999)
- 베스트 맨 (1997)
- 어디있나요? 저는 여기 있어요 (1993)
- 미드나잇 킬러 (1986)
- 마조흐 (1980)